# Leslie Hope

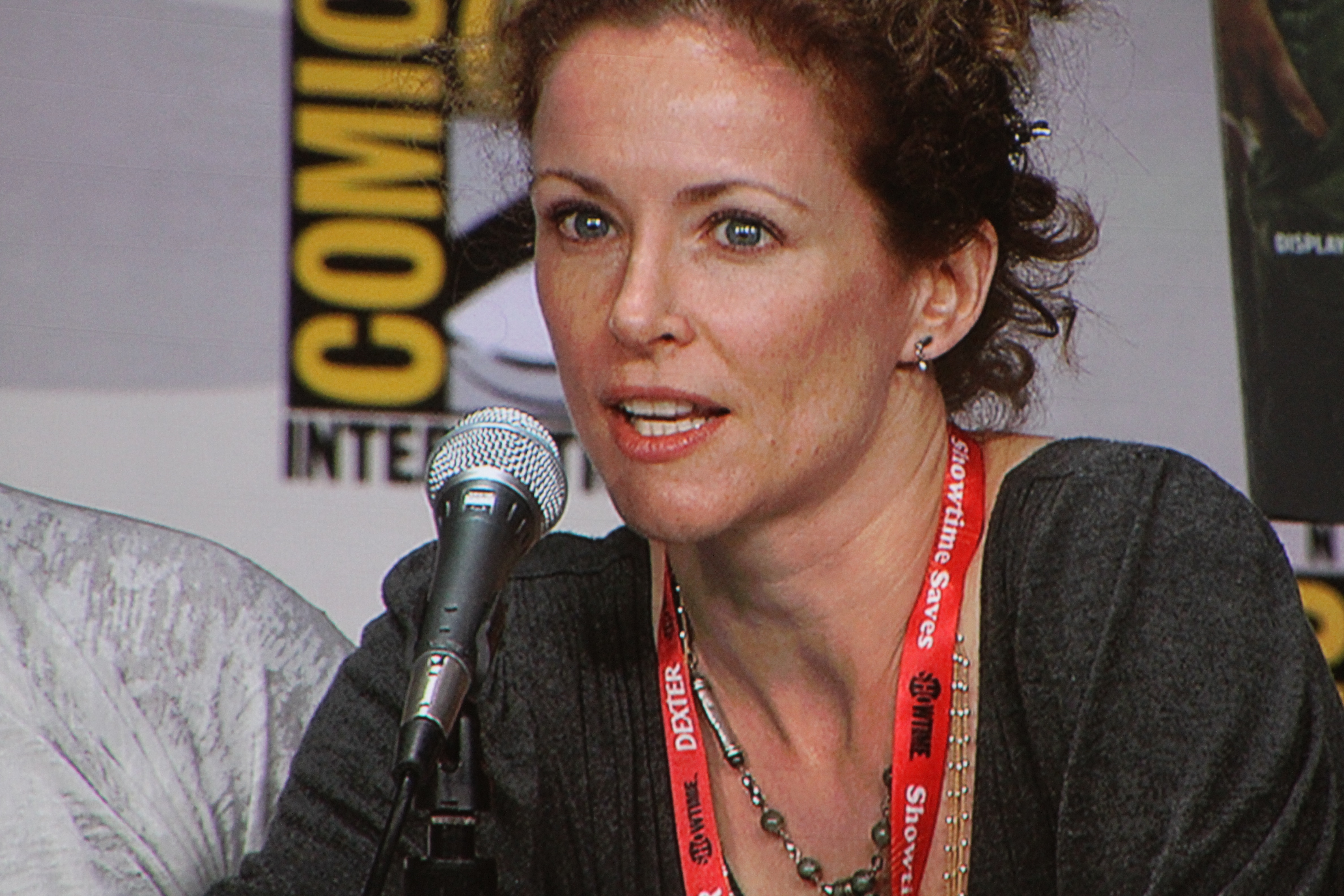
Leslie Hope

Leslie Ann Hope (* 6. května 1965 Halifax, Nové Skotsko) je kanadská herečka.

## Životopis
Narodila se v Halifaxu v Kanadě. Je dcerou Ann a Franka Hopeových. Má bratra Stephena. V roce 1982 ukončila vzdělávání na univerzitě Sv. Michaela ve Victorii.

## Kariéra
Premiéru před kamerou si odbyla v roce 1981 ve filmu Ups & Downs. Známá je především z účinkování v několika epizodách známých seriálů, ke kterým patří Berrenger´s, První prezidentka nebo Štvanci. Nejznámější je však díky roli Teri Bauer v seriálu 24 hodin. Zahrála si i epizodní role v seriálech jako Dr. House, Mentalista nebo Krajní meze.
Kromě seriálů se objevuje i ve filmu. Českým divákům může být povědomá z filmů jako Na křídlech vážky, Nikdy to nevzdávej, Drtič nebo Love Streams.

## Osobní život
Během let 1994 až 1996 byla provdaná za scenáristu a herce Jamieho Angella, se kterým má syna MacKenzieho. Během let 2005 až 2015 byla provdaná za kameramana, producenta a režiséra Adama Kaneho.

## Filmografie

### Film
| Rok  | Název                         | Role                          | Poznámky            |
| ---- | ----------------------------- | ----------------------------- | ------------------- |
| 1981 | Ups & Downs                   | Penelope                      |                     |
| 1984 | Proudy lásky                  | Joanie                        |                     |
| 1986 | The Education of Allison Tate | Allison Tate                  |                     |
| 1988 | Kansas                        | Lori Bayles                   |                     |
| 1988 | Hra pro dva                   | Stephanie Lawrence            |                     |
| 1988 | Noční talk show               | Laura                         |                     |
| 1990 | Muži při práci                | Susan Wilkins                 |                     |
| 1991 | Velké sousto                  | Jenny Colter                  |                     |
| 1991 | True Confections              | Verna Miller                  |                     |
| 1992 | The Dance Goes On             | Rickova dívka v LA            |                     |
| 1993 | Doppelganger                  | Elizabeth                     |                     |
| 1993 | Sladké vraždy                 | Eva Bishop                    |                     |
| 1993 | Paris, France                 | Lucy                          |                     |
| 1994 | Boozecan                      | Helen                         |                     |
| 1994 | Fun                           | Jane                          |                     |
| 1994 | Schemes                       | Laura Steele                  | Video               |
| 1994 | Cityscrapes: Los Angeles      | Katie                         |                     |
| 1995 | First Degree                  | Hadley Pyne                   | Video               |
| 1996 | Spiknutí                      | Jimmy                         | Video               |
| 1996 | Rowing Through                | Kate Bordeleau                |                     |
| 1998 | Shadow Builder                | Jenny Hatcher                 |                     |
| 1998 | Summer of the Monkeys         | Sarah Lee                     |                     |
| 1999 | Ozvěna smrti                  | Arabella Bauer                |                     |
| 1999 | The Life Before This          | Alice                         |                     |
| 2000 | Double Frame                  | speciální agentka Kate Olsen  |                     |
| 2000 | Drtič                         | Rosemary Newley               |                     |
| 2000 | Stopy vraha                   | Leslie DDeLongpre             |                     |
| 2002 | Na křídlech vážky             | Charisse Darrow               |                     |
| 2005 | The Fix                       | Leslie                        | krátkometrážní film |
| 2008 | Nikdy to nevzdávej            | Margot Tyler                  |                     |
| 2009 | Zrazený Tchaj-wan             | Lisa Gilbert                  |                     |
| 2012 | Mindfield                     | Maggie                        | krátkometrážní film |
| 2015 | Purpurový vrch                | paní McMichael, Alanova matka |                     |

### Televize
| Rok       | Název                                       | Role                                   | Poznámky                                 |
| --------- | ------------------------------------------- | -------------------------------------- | ---------------------------------------- |
| 1984      | CBS Schoolbreak Special                     | Linda                                  | díl: „All the Kids Do It“                |
| 1985      | Berrenger's                                 | Cammie Springer                        | hlavní role, 11 dílů                     |
| 1985      | Knots Landing                               | Linda Martin                           | vedlejší role, 6 dílů                    |
| 1986      | Meč Gideonův                                | Shoshana                               | TV film                                  |
| 1987      | Hunter                                      | Julie Lawrence                         | díl: „Requiem for Sergeant McCall“       |
| 1988      | Tales from the Hollywood Hills: Golden Land | Dorrie                                 | TV film                                  |
| 1988      | War and Remembrance                         | Madeline Henry                         | mini-seriál, 5 dílů                      |
| 1989      | American Playhouse                          | Elizabeth Leopold                      | (1 episode)                              |
| 1990      | Makléři                                     | Susan Fahnestock                       | TV film                                  |
| 1993      | Chycen při činu                             | Rachel                                 | TV film                                  |
| 1994      | Strážce moře                                | Marie Piccolo                          | (1 episode)                              |
| 1994      | Party of Five                               | Meg Bennett                            | díl: „Grownups“                          |
| 1995      | Anděl pomsty                                | Liza Rigby                             | TV film                                  |
| 1995      | Tajní operátoři                             | Paige                                  | TV film                                  |
| 1996      | Svůdná nenávist                             | Claire Brown                           | mini-seriál                              |
| 1996      | Early Edition                               | Meredith Carson                        | 2 díly                                   |
| 1998      | Tmavá obrazovka                             | Karen                                  | TV film                                  |
| 1998      | Harlequin 7 – Důvod ke svatbě               | Hallie Mitchell                        | TV film                                  |
| 1998      | Star Trek: Stanice Deep Space Nine          | Kira Meru                              | díl: „Křivdy temnější než noc nebo smrt“ |
| 1998      | Nemocnice Chicago Hope                      | Vicki Slater                           | 2 díly                                   |
| 1999      | Vengeance Unlimited                         | Mrs. Thomas                            | díl: „Legalese“                          |
| 1999      | Nepokojní duchové                           | Charlotte                              | TV film                                  |
| 1999      | Krajní meze                                 | Darcy Kipling                          | díl: „Alien Radio“                       |
| 2000      | Krajní meze                                 | Rosnička                               | díl: „Zig Zag“                           |
| 2000      | Soudkyně Amy                                | Dr. Amanda Kubiak                      | díl: „Drawing the Line“                  |
| 2000      | Sekce 9                                     | Grace Bishop / Gina Bartholomew        | díl: „Mail Call“                         |
| 2001      | Robocop: Temná spravedlnost                 | Ann R. Key                             | mini-seriál                              |
| 2001      | Tajemný ostrov                              | Kirby Fitzsimmons                      | TV film                                  |
| 2001      | The District                                | Special Agent Grace Curry              | 2 díly                                   |
| 2001      | Ukradený zázrak                             | Sgt. Jane McKinley                     | TV film                                  |
| 2001      | 24 hodin                                    | Teri Bauer                             | hlavní role, 24 dílů                     |
| 2003      | Vražedné přátelství                         | Sarah                                  | TV film                                  |
| 2003      | Nečekaná láska                              | Kate Mayer                             | TV film                                  |
| 2003      | Line of Fire                                | Lisa Cohen                             | hlavní role, 13 dílů                     |
| 2004      | Human Cargo                                 | Charlene Fischer                       | mini-seriál                              |
| 2004      | The Incredible Mrs. Ritchie                 | Joan                                   | TV film                                  |
| 2004      | Meltdown                                    | Zoe Cox                                | TV film                                  |
| 2004      | Open Heart                                  | Host                                   | TV film                                  |
| 2004      | H2O                                         | Sgt. Leah Collins                      | mini-seriál                              |
| 2005      | Dr. House                                   | Victoria Madsen                        | díl: „Anamnéza“                          |
| 2005      | The Eleventh Hour                           | Marsha Segal / Moira Seagull           | díl: „The Miracle Worker“                |
| 2005      | Hunt for Justice                            | Camille Gilbert                        | TV film                                  |
| 2005      | Commander in Chief                          | Melanie Blackston                      | 4 díly                                   |
| 2006      | Karol - The Pope, the Man                   | Julia Ritter                           | TV film                                  |
| 2006      | Everwood                                    | Laurie Fields                          | 3 díly                                   |
| 2006      | Štvanci                                     | Lily Rader                             | vedlejší role, 10 dílů                   |
| 2007      | Agentura bez rizika                         | Nan Burgess                            | díl: „Karma“                             |
| 2007      | Don't Cry Now                               | Bonnie                                 | TV film                                  |
| 2007      | Kriminálka Miami                            | Denise Partney                         | díl: „Doživotní prázdniny“               |
| 2007      | Everest                                     | Michelle Winegate                      | mini-seriál                              |
| 2008      | The Apostles                                | Dee Brinjak                            | TV film                                  |
| 2008      | Zákon a pořádek: Zločinné úmysly            | Terri Driver                           | 2 díly                                   |
| 2008      | Private Practice                            | Linda                                  | díl: „Nothing to Talk About“             |
| 2008      | Faux Baby                                   | Leslie / Dr. Greenfield                | 2 díly                                   |
| 2008      | Mentalista                                  | Kristina Frye                          | 4 díly                                   |
| 2009      | Jesse Stone: Tenký led                      | Sidney Greenstreet                     | TV film                                  |
| 2009      | Smrtící déšť                                | Carol Grey                             | TV film                                  |
| 2010      | Sedm smrtelných hříchů                      | Det. Sharon Geary                      | 2 díly                                   |
| 2010      | Tangled                                     | Marlene                                | TV film                                  |
| 2011      | Off the Map                                 | Bridget Clemmons                       | díl: „There's Nothing to Fix“            |
| 2012      | Řeka                                        | Tess Cole                              | hlavní role, 8 dílů                      |
| 2012      | Castle na zabití                            | Gwenn Harwin                           | díl: „Mrtvý Santa“                       |
| 2013      | Revoluce                                    | prezidentka Foster                     | vedlejší role, 4 díly                    |
| 2013–2016 | Námořní vyšetřovací služba                  | Sarah Porter                           | vedlejší role, 6 dílů                    |
| 2014      | Agresivní virus                             | Joan Luss                              | vedlejší role, 4 dílů                    |
| 2014      | Tyran                                       | Lea Exley                              | vedlejší role, 10 dílů                   |
| 2015      | Spravedlnost v krvi                         | Anne Farrell, reportérka               | 2 díly                                   |
| 2015      | Rogue                                       | Cynthia Richman                        | 2 díly                                   |
| 2015      | Námořní vyšetřovací služba: New Orleans     | Sarah Porter                           | díl: „Touched by the Sun“                |
| 2015      | Jesse Stone: Ztracen v Paradise             | Sidney Greenstreet                     | TV film                                  |
| 2016      | Aftermath                                   | Dr. Gloria Douglas                     | díl: „Madame Sosostris“                  |
| 2016      | Případy detektiva Murdocha                  | Elizabeth Cummersworth / Elizabeth Pym | díl: „Neštěstí v lásce“                  |
| 2016–2017 | Kravaťáci                                   | Anita Gibbs                            | vedlejší role, 9 dílů                    |
| 2017      | Slasher: Guilty Party                       | Judith                                 | hlavní role, 8 dílů                      |
| 2018      | Station 19                                  | Frankel                                | 3 díly                                   |

## Ocenění

### Nominace
Společně s hereckým týmem seriálu 24 hodin byla v roce 2003 nominována na cenu SAG Award v kategorii nejlepší herecký skupinový výkon v dramatickém seriálu.